# Художня галерея Онтаріо
Художня галерея Онтаріо (англ. Art Gallery of Ontario, також відома як AGO) — художній музей, розташований у Торонто, столиці канадської провінції Онтаріо.
Експозиції галереї займають загальну площу 45 тисяч м², що робить її 10-м за розміром музеєм Північної Америки. Галерея представляє найбільшу у світі колекцію витворів канадського мистецтва, колекцію робіт відомих європейських майстрів, а також найбільше у світі зібрання творів відомого британського скульптора Генрі Мура, якому відведено окреме крило приміщення галереї, що носить назву Центр Скульптури Генрі Мура.

## Історія

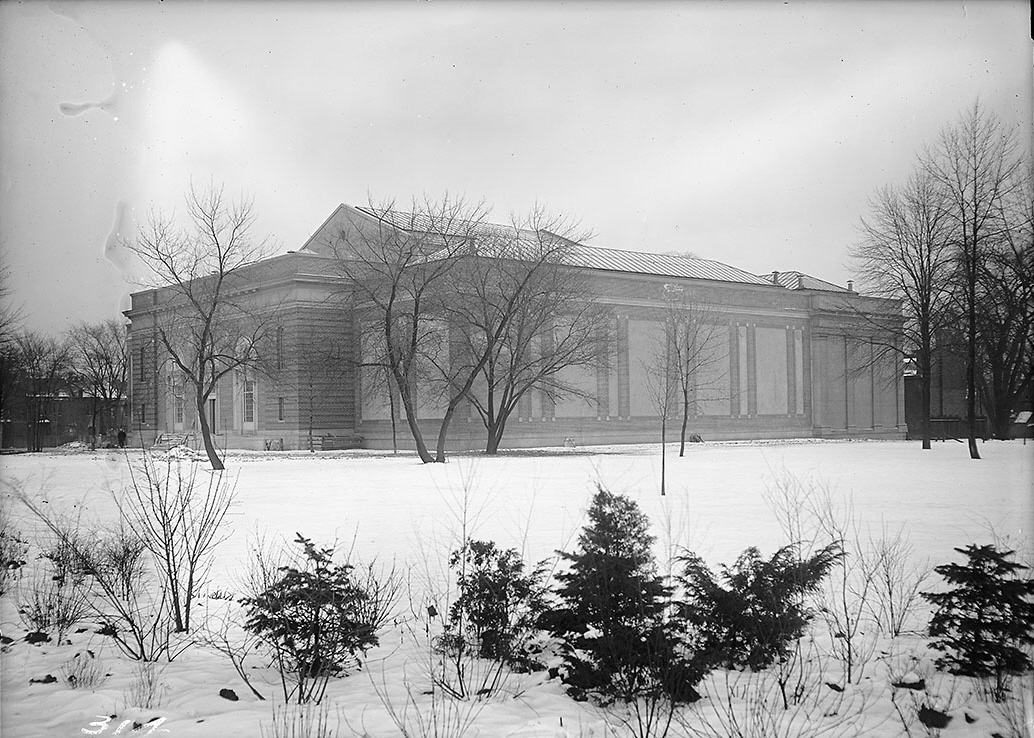
Перше приміщення Художньої галереї Онтаріо, 1922 рік

Музей було засновано 1900 року групою приватних осіб, які зареєстрували установу під назвою Художній музей Торонто (англ. Art Museum of Toronto). Пізніше, у 1903, провінційний парламент Онтаріо прийняв закон «Про Художній музей Торонто». 1919 року назву музею було змінено на Художня галерея Торонто, а у 1966 він отримав сучасну назву.
Музей розташовується на сучасному місці, у північно-західній частині центру Торонто, з 1910 року, у якому у його власність перейшов розташований тут маєток у георгіанському стилі, збудований 1817 року та залишений у спадок музею його останнім власником Голдвіном Смітом. Пізніше музей передав частину отриманих у спадок земель місту для створення парку, а також дозволив будівництво на них приміщення для Онтарійського художнього коледжу.
Першу формальну експозицію було відкрито в успадкованому маєтку 1913 року, а вже за три роки музей розпочав будівництво нової будівлі художньої галереї. Першу частину оновленої галереї було відкрито 1918 року. Згодом приміщення галереї поступово розширювалися і на 1993 рік їх сукупна площа вже сягала 38,4 тисячі м².

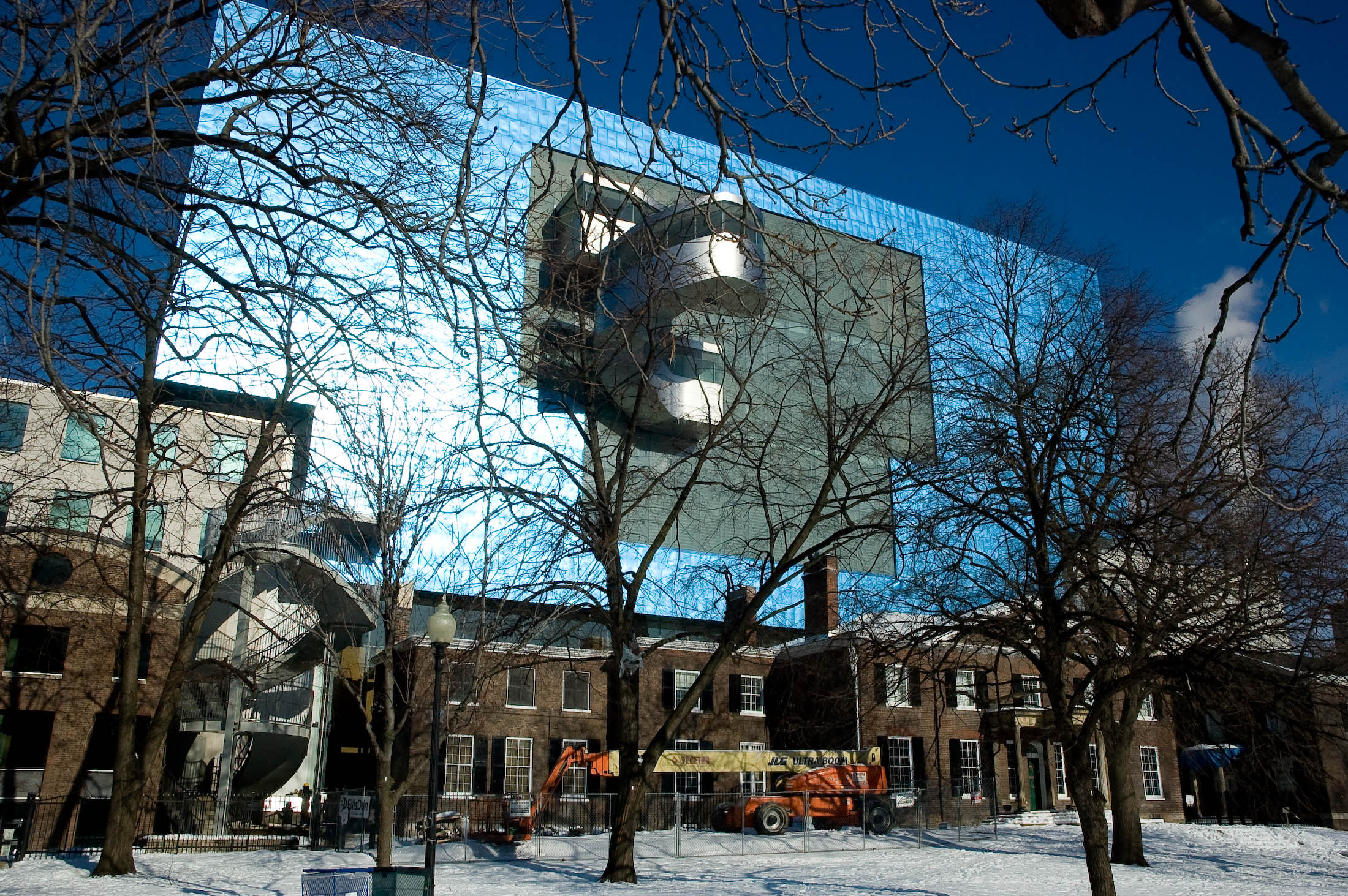
Південний фасад приміщення Художньої галереї Онтаріо, створений Френком Гері

У 2000-х роках необхідність розширення виставкових площ галереї та бажання відобразити в архітектурі її приміщення сучасні мистецькі тенденції вилилися у масштабний проєкт перебудови будівлі Художньої галереї Онтаріо. Цей проєкт, що отримав назву Трансформація AGO (англ. Transformation AGO), було реалізовано протягом 2004—2008 років, його бюджет склав 276 мільйонів канадських доларів. Автором проєкту став всесвітньовідомий архітектор, прибічник постмодернізму й деконструктивізму в архітектурі Френк Гері, який народився у Торонто, однак до того часу не мав у своєму творчому доробку жодного реалізованого проєкту у Канаді.
У результаті Трансформації AGO загальні виставкові площі галереї збільшилися на 47 %, зокрема завдяки добудові південного крила будівлі, реалізованого у притаманному Френку Гері стилі із застосуванням скла та блакитного титану. Крім того будівля отримала нове «обличчя» — уздовж її північного фасаду було прибудовано так звану Італійську галерею, чия зовнішня стіна зі скла та дерева завдовжки 180 метрів пролягає паралельно вулиці Дандас.

## Колекція
Сучасна колекція Художньої галереї Онтаріо включає понад 68 тисяч експонатів, від I ст. нашої ери до сучасності. Галерея пишається найбільшою у світі колекцією творів канадського мистецтва, які складають понад половину усіх експонатів музею та відображають розвиток мистецтва на теренах країни.
Колекція європейського мистецтва галереї вважається найповнішим зібранням витворів мистецтва періодів Середньовіччя та Відродження за межами Європи та США. Представлені шедеври роботи Тінторетто, Лоренцо Берніні, Рубенса, Рембрандта, Томаса Гейнсборо, Антуана Бурделя, Антоніса ван Дейка та Франса Галса. Крім того колекція галереї має окремі роботи Пабло Пікассо, Огюста Родена, Вінсента ван Гога і Едґара Деґа.
Галерея також має найповнішу у Північній Америці колекцію витворів африканського мистецтва, а також колекцію творів сучасних майстрів образотворчого мистецтва. Зокрема, Центр Скульптури Генрі Мура, розташований у Художній галереї Онтаріо, представляє найбільшу у світі колекцію робіт британського скульптора-модерніста Генрі Мура.

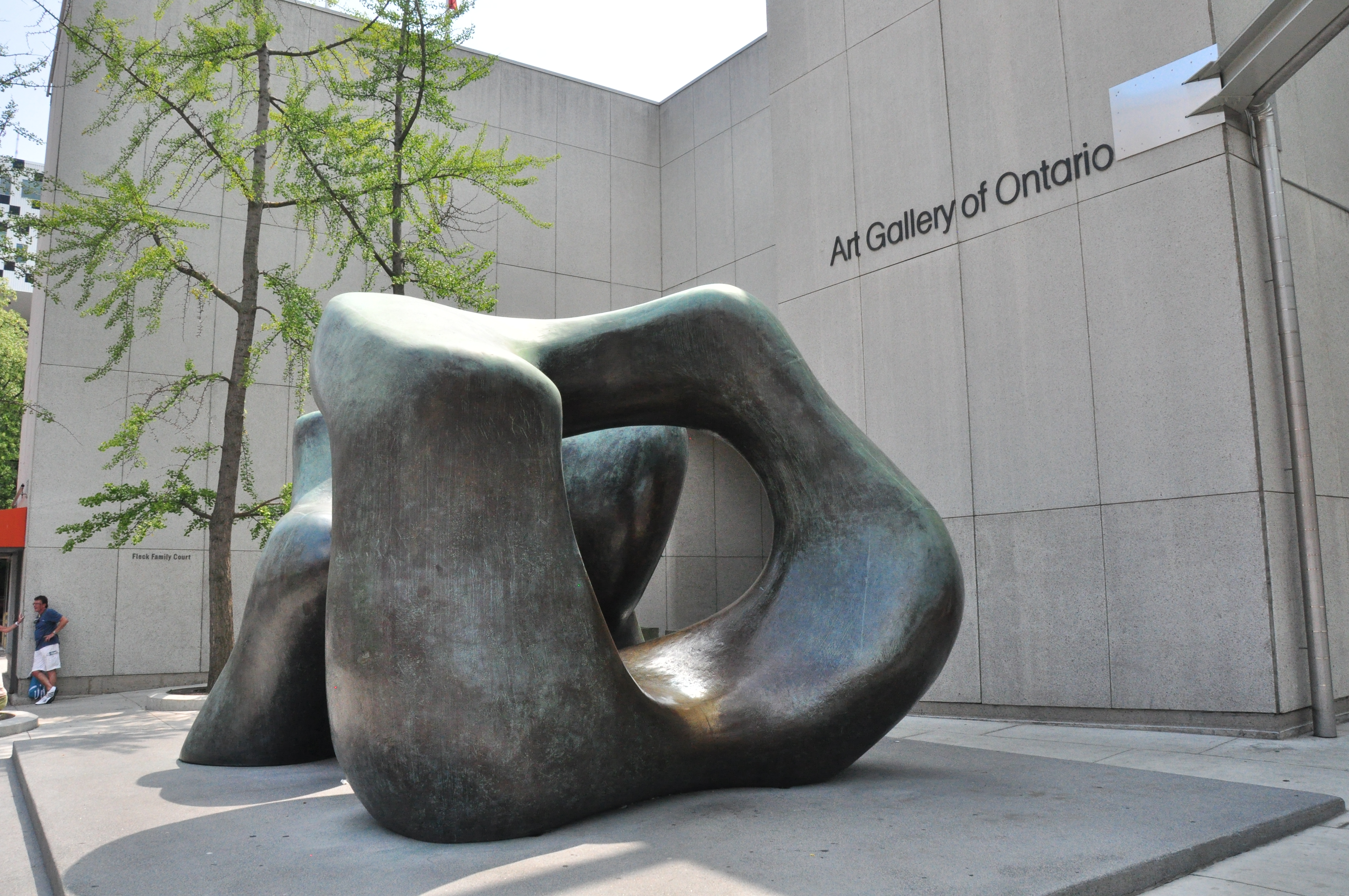
Скульптура роботи Генрі Мура при вході до галереї
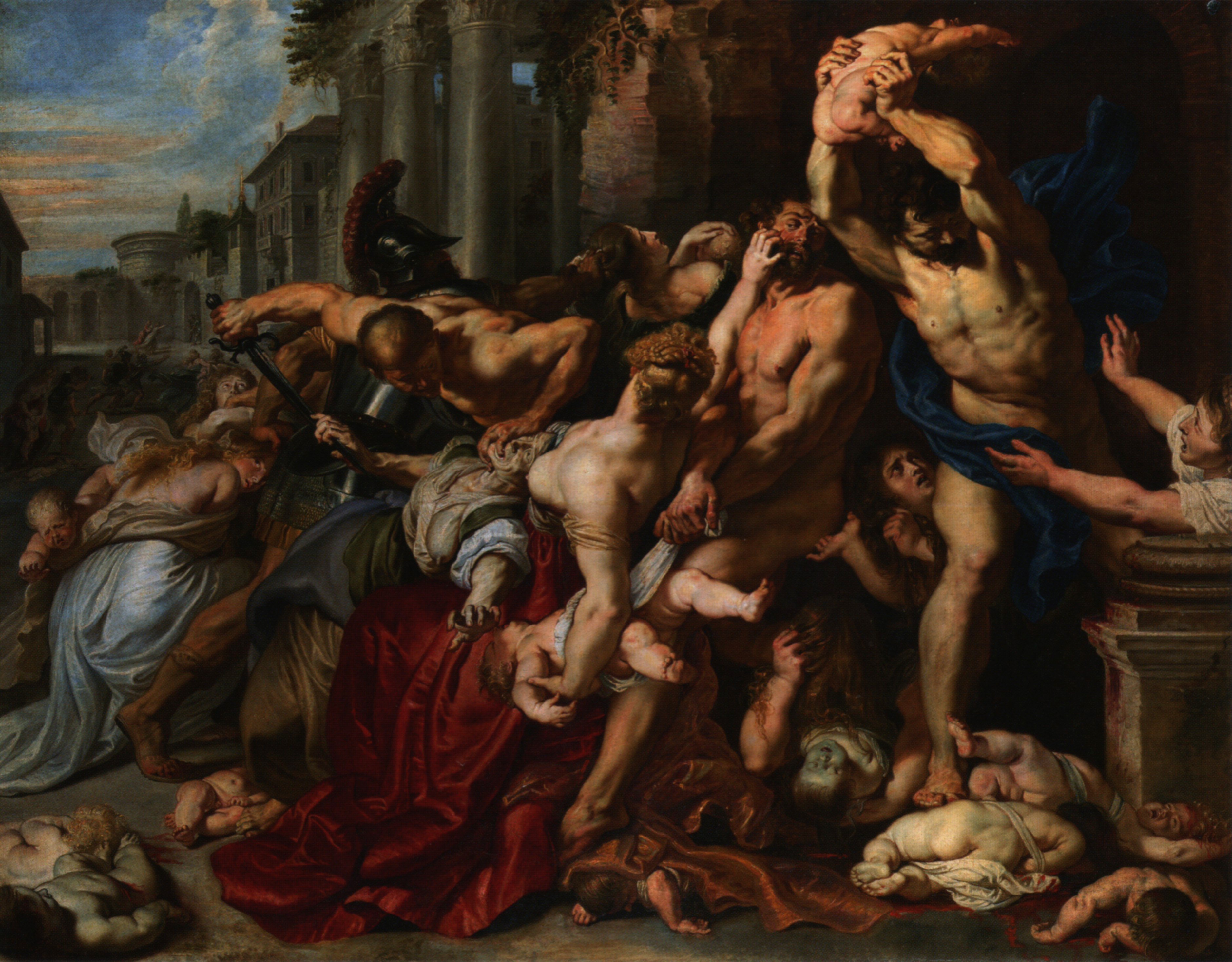
Пітер Пауль Рубенс, «Побиття немовлят», 1611
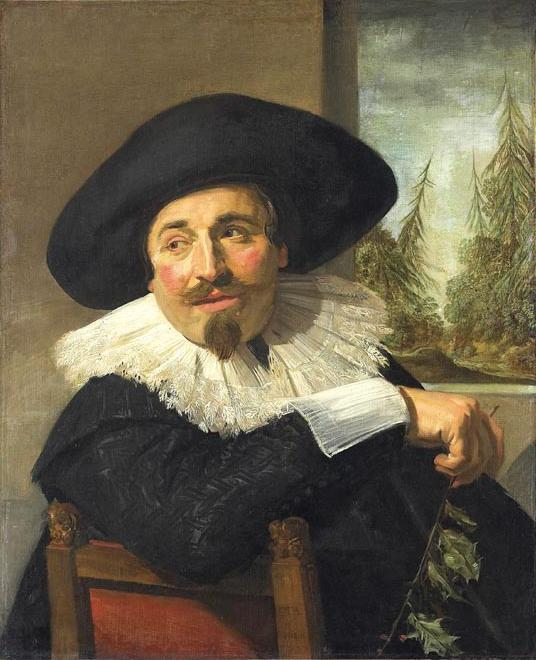
Франс Галс, «Портрет Ісаака Масси», 1626
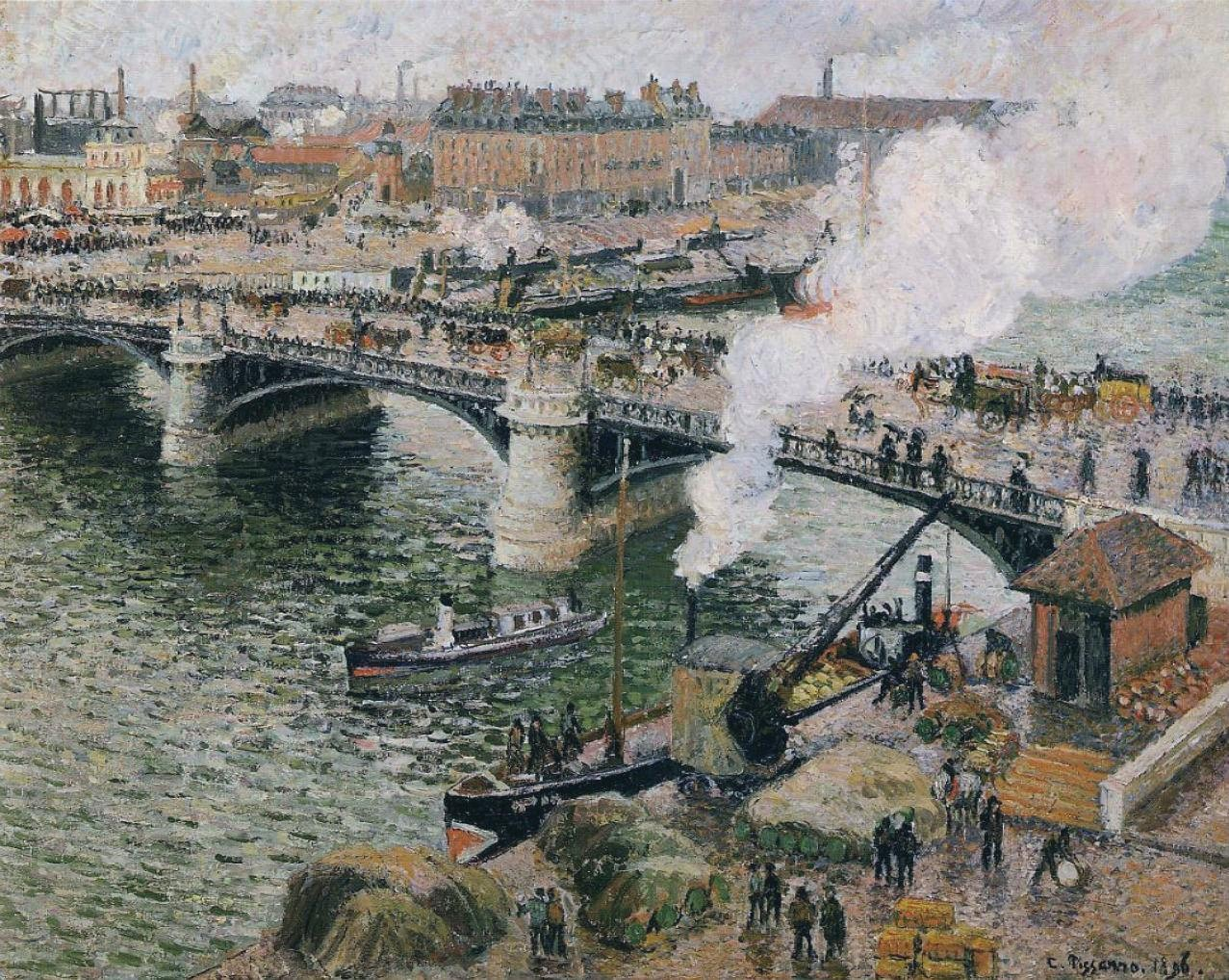
Каміль Піссарро, «Міст у Руані. Дощовий день», 1896
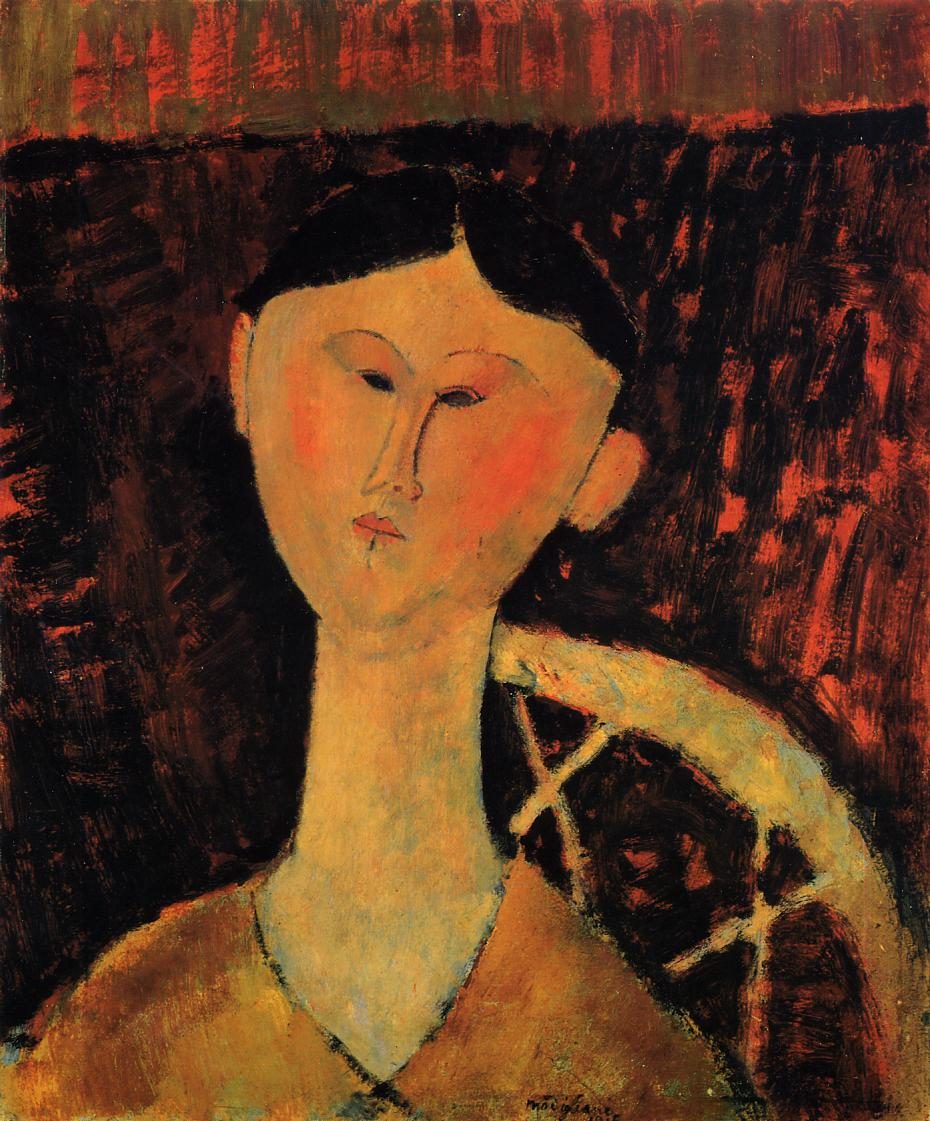
Амедео Модільяні, «Портрет пані Гастінґс», 1915